# 普普基亞 (夏威夷州)
普普基亞（英語：Pūpūkea）是位於美國夏威夷州檀香山縣的一個人口普查指定地區。

## 地理
普普基亞的座標為21°40′11″N 158°02′58″W / 21.66972°N 158.04944°W，而該地最高點為海拔高度8米（即27英尺）。

## 人口
根據2010年美國人口普查的數據，普普基亞的面積為15.80平方千米，當中陸地面積為8.80平方千米，而水域面積為7.00平方千米。當地共有人口4551人，而人口密度為每平方千米288.04人。